# Nash Bridges – Trükkös hekus
A Nash Bridges – Trükkös hekus (eredeti cím: Nash Bridges) 1996 és 2001 között futott amerikai televíziós rendőrsorozat. A műsor alkotója Carlton Cuse, pedig a San Francisco-i rendőrség nyomozójának és társának ügyeit követi nyomon. A címszerepet Don Johnson játszotta, mellett a főbb szerepekben Cheech Marin, Jodi Lyn O'Keefe, Jeff Perry és Jaime P. Gomez voltak láthatók.
A sorozatot az Amerikai Egyesült Államokban CBS adta 1996. március 29. és 2001. május 4. között. Magyarországon az RTL Klub mutatta be 2002. június 18-án, majd 2005. május 5-én a Viasat 3 is műsorra tűzte.

## Cselekmény
Nash Bridges egy negyvenes éveiben járó nyomozó a San Francisco-i Rendőrség különleges nyomozati osztályán dolgozik. A sorozat elején NAsh meggyőzi Joe Dominguezt, a visszavonult felügyelőt, hogy térjen vissza a rendőri erőkhöz és társuljon vele. A páros Nash 1971-es Plymouth Barracudajával - amit barátjától, Bobby Bridgestől kapott, mielőtt a férfi vietnámba ment volna harcolni -, a munka mellett pedig Nash igyekszik időt fordítani exfeleségével közösen nevelt tinédzser lányára, Cassidyre is.

## Szereplők
| Színész            | Szerep          | Magyar hang (1. szinkron)         | Magyar hang (2. szinkron) |
| ------------------ | --------------- | --------------------------------- | ------------------------- |
| Don Johnson        | Nash Bridges    | Selmeczi Roland                   | Czvetkó Sándor            |
| Cheech Marin       | Joe Dominguez   | Gesztesi Károly Varga T. József   | Forgács Gábor             |
| James Gammon       | Nick Bridges    | Gruber Hugó Izsóf Vilmos          |                           |
| Jaimé P. Gomez     | Evan Cortez     | Széles Tamás Csík Csaba Krisztián |                           |
| Jodi Lyn O'Keefe   | Cassidy Bridges | Roatis Andrea F. Nagy Erika       | Bogdányi Titanilla        |
| Jeff Perry         | Harvey Leek     | Fazekas István Németh Gábor       |                           |
| Annette O’Toole    | Lisa Bridges    | Spilák Klára                      |                           |
| Caroline Lagerfelt | Inger Dominguez | Menszátor Magdolna                |                           |
| Kelly Hu           | Michelle Chan   | Mezei Kitty Törtei Tünde          |                           |
| Yasmine Bleeth     | Caitlin Cross   | Zsigmond Tamara                   | Huszárik Kata             |
| Wendy Moniz        | Rachel McCabe   | Kisfalvi Krisztina                |                           |
| Cress Williams     | Antwon Babcock  | Presits Tamás                     |                           |
| Daniel Roebuck     | Richard Bettina | Holl Nándor Haás Vander Péter     |                           |

## Epizódok
| Évad | Évad | Részek száma | Részek száma | Eredeti sugárzás     | Eredeti sugárzás | Eredeti adó |
| Évad | Évad | Részek száma | Részek száma | Évadbemutató         | Évadzáró         | Eredeti adó |
| ---- | ---- | ------------ | ------------ | -------------------- | ---------------- | ----------- |
|      | 1.   | 8            | 8            | 1996. március 29.    | 1996. május 17.  | CBS         |
|      | 2.   | 23           | 23           | 1996. szeptember 13. | 1997. május 2.   | CBS         |
|      | 3.   | 23           | 23           | 1997. szeptember 19. | 1998. május 15.  | CBS         |
|      | 4.   | 24           | 24           | 1998. szeptember 25. | 1999. május 14.  | CBS         |
|      | 5.   | 22           | 22           | 1999. szeptember 24. | 2000. május 19.  | CBS         |
|      | 6.   | 22           | 22           | 2000. október 6.     | 2001. május 4.   | CBS         |

### 1. évad (1996)
| Sor. | Év. | Cím                                                   | Rendező       | Író                        | Premier                                       | Nézettség   | Gyártási szám |
| ---- | --- | ----------------------------------------------------- | ------------- | -------------------------- | --------------------------------------------- | ----------- | ------------- |
| 1.   | 1.  | Kétes üzlet / Kezdetek (Genesis)                      | Peter Werner  | Carlton Cuse               | 1996. március 29. 2002. június 18. (RTL Klub) | 14,1 millió | 101           |
| 2.   | 2.  | A rablóbanda / Betörés (Home Invasion)                | Tucker Gates  | Reed Steiner               | 1996. március 30. 2002. június 25. (RTL Klub) | 14,7 millió | 102           |
| 3.   | 3.  | A vezércsel / Az új főnök (Skirt Chasers)             | Greg Beeman   | Carlton Cuse               | 1996. április 5. 2002. július 2. (RTL Klub)   | 14,4 millió | 103           |
| 4.   | 4.  | A bombagyártó / Robbanásveszély (High Impact)         | Greg Beeman   | Michael Norell             | 1996. április 12. 2002. július 9. (RTL Klub)  | 13,0 millió | 104           |
| 5.   | 5.  | Rossz kezekben / Rakétafogócska (The Javelin Catcher) | Colin Bucksey | Jed Seidel                 | 1996. április 19. 2002. július 16. (RTL Klub) | 12,4 millió | 105           |
| 6.   | 6.  | Elvis nyomában / Az orosz üzlet (Vanishing Act)       | Kenneth Fink  | Michael Norell             | 1996. április 26. 2002. július 23. (RTL Klub) | 11,9 millió | 106           |
| 7.   | 7.  | Őrült hajsza / Viszlát, Nash (Aloha, Nash)            | Jim Manera    | Jed Seidel                 | 1996. május 3. 2002. július 30. (RTL Klub)    | 10,3 millió | 107           |
| 8.   | 8.  | A koronatanú / Szemtanú (Key Witness)                 | Robert Ginty  | Carlton Cuse, Reed Steiner | 1996. május 17. 2002. augusztus 6. (RTL Klub) | 8,3 millió  | 108           |

### 2. évad (1996-1997)
| Sor. | Év. | Cím                                                                | Rendező               | Író                                      | Premier                                             | Nézettség    | Gyártási szám |
| ---- | --- | ------------------------------------------------------------------ | --------------------- | ---------------------------------------- | --------------------------------------------------- | ------------ | ------------- |
| 9.   | 1.  | A belső ügyosztály / Belső ügyek (Internal Affairs)                | Greg Beeman           | Brad Kern                                | 1996. szeptember 13. 2002. augusztus 13. (RTL Klub) | 9,9 millió   | 109           |
| 10.  | 2.  | Míg a halál el nem választ ('Til Death Do Us Part)                 | Greg Beeman           | Carlton Cuse                             | 1996. szeptember 20. 2003. március 2. (RTL Klub)    | 12,9 millió  | 201           |
| 11.  | 3.  | A nagy szökés / A nagy menekülés (The Great Escape)                | Greg Beeman           | Carlton Cuse, Michael Norell             | 1996. szeptember 27. 2002. augusztus 27. (RTL Klub) | 12,0 millió  | 110           |
| 12.  | 4.  | A nagy fogás / Mentőosztag (Wrecking Crew)                         | David Jackson         | Carlton Cuse                             | 1996. október 4. 2003. február 2.                   | 14,4 millió  | 111           |
| 13.  | 5.  | A hajsza / Felderítés (Trackdown)                                  | Melanie Mayron        | Reed Steiner, Jed Seidel                 | 1996. október 11. 2003. február 9. (RTL Klub)       | 12,2 millió  | 112           |
| 14.  | 6.  | Családi viszály / A McMillan testvérek (The Brothers McMillan)     | Kenneth Fink          | Reed Steiner, Jed Seidel                 | 1996. október 18. 2003. február 16. (RTL Klub)      | 11,1 millió  | 113           |
| 15.  | 7.  | Túszjárat / Hajnali járat (Night Train)                            | Vern Gillum           | Gay Walch                                | 1996. október 25. 2003. február 23. (RTL Klub)      | 11,5 millió  | 202           |
| 16.  | 8.  | A sorozatgyilkos / Zodiákus (Zodiac)                               | Tucker Gates          | Reed Steiner                             | 1996. november 1. 2003. március 30. (RTL Klub)      | 11,0 millió  | 203           |
| 17.  | 9.  | A kis tolvaj / Leo telibe talál (Leo's Big Score)                  | Melanie Mayron        | Jed Seidel                               | 1996. november 8. 2003. április 6. (RTL Klub)       | 12,1 millió  | 204           |
| 18.  | 10. | A baj nem jár egyedül / Slágerparádé (Hit Parade)                  | Greg Beeman           | John Wirth                               | 1996. november 22. 2003. április 13. (RTL Klub)     | 10,0 millió  | 205           |
| 19.  | 11. | Embercsempészek / Az ígéret földje (Promised Land)                 | Scott Brazil          | Morgan Gendel                            | 1996. november 22. 2003. április 27. (RTL Klub)     | 11,8 millió  | 206           |
| 20.  | 12. | Karácsonyi zűrzavar / A Karácsony 25 órája (25 Hours of Christmas) | Whitney Ransick       | Jed Seidel                               | 1996. december 13. 2003. május 16. (RTL Klub)       | 9,8 millió   | 207           |
| 21.  | 13. | A védett tanú / Útépítés (Road Work)                               | Greg Beeman           | Pam Veasey                               | 1997. január 3. 2003. május 19. (RTL Klub)          | 12,86 millió | 208           |
| 22.  | 14. | Bevetés a sitten / Kifordítva (Inside Out)                         | Neal Israel           | Andrew Dettman, Daniel Truly             | 1997. január 10. 2003. május 20. (RTL Klub)         | 11,46 millió | 209           |
| 23.  | 15. | Meleg helyzet / A hamisítók (The Counterfeiters)                   | Tucker Gates          | Patrick Dillon, Carlton Cuse, Jed Seidel | 1997. január 24. 2003. május 21. (RTL Klub)         | 15,18 millió | 210           |
| 24.  | 16. | Ördögi terv / A világháló (The Web)                                | Frederick King Keller | Reed Steiner                             | 1997. január 31. 2003. május 22. (RTL Klub)         | 13,59 millió | 211           |
| 25.  | 17. | Kábulat / K.O. (Knockout)                                          | Greg Beeman           | Morgan Gendel                            | 1997. február 7. 2003. május 23. (RTL Klub)         | 12,74 millió | 212           |
| 26.  | 18. | Veszélyes játék / Játssz a fegyverrel (Gun Play)                   | Whitney Ransick       | John Wirth                               | 1997. február 14. 2003. május 26. (RTL Klub)        | 12,48 millió | 213           |
| 27.  | 19. | Bosszúvágy / Düh (Rampage)                                         | Scott Brazil          | Jed Seidel                               | 1997. február 21. 2003. május 27. (RTL Klub)        | 12,23 millió | 214           |
| 28.  | 20. | A chicagói zsaru / Távol Chicagótól (Out of Chicago)               | Greg Beeman           | Carlton Cuse                             | 1997. március 28. 2003. május 28. (RTL Klub)        | 12,19 millió | 215           |
| 29.  | 21. | Mozgó célpont (Moving Target)                                      | Scott Brazil          | Reed Steiner                             | 1997. április 11. 2003. május 29. (RTL Klub)        | 11,41 millió | 216           |
| 30.  | 22. | Terror a kínai negyedben / Jolly Joker (Wild Card)                 | Greg Beeman           | Carlton Cuse, John Wirth                 | 1997. április 25. 2003. május 30. (RTL Klub)        | 13,98 millió | 217           |
| 31.  | 23. | Külvárosi kommandó / Megszabadítás (Deliverance)                   | Albert Magnoli        | Reed Steiner, Jed Seidel                 | 1997. május 2. 2003. június 2. (RTL Klub)           | 10,97 millió | 218           |

### 3. évad (1997-1998)
| Sor. | Év. | Cím                                                                  | Rendező                | Író                                    | Premier                                         | Nézettség    | Gyártási szám |
| ---- | --- | -------------------------------------------------------------------- | ---------------------- | -------------------------------------- | ----------------------------------------------- | ------------ | ------------- |
| 32.  | 1.  | Rabló-pandúr / Talált tárgyak (Lost and Found)                       | Adam Nimoy             | Carlton Cuse, John Wirth               | 1997. szeptember 19. 2003. június 3. (RTL Klub) | 12,20 millió | 301           |
| 33.  | 2.  | Visszavágó / Kölcsön kenyér... (Payback)                             | Julian Chojnacki       | John Wirth                             | 1997. szeptember 26. 2003. június 4. (RTL Klub) | 12,66 millió | 218           |
| 34.  | 3.  | Két zsaru és egy bébi / Rázd a táncot (Shake, Rattle & Roll)         | John McPherson         | Carlton Cuse, John Wirth               | 1997. október 3. 2003. június 5. (RTL Klub)     | 11,52 millió | 301           |
| 35.  | 4.  | Szerepjáték / Száll a Cuda fészkére (One Flew Over the 'Cuda's Nest) | Robert Mandel          | Reed Steiner, Jed Seidel               | 1997. október 10. 2003. június 6. (RTL Klub)    | 11,97 millió | 302           |
| 36.  | 5.  | Filmszakadás / Eszméletvesztés (Blackout)                            | Chuck Bowman           | Reed Steiner, Jed Seidel               | 1997. október 17. 2003. június 10. (RTL Klub)   | 11,16 millió | 302           |
| 37.  | 6.  | Bravúros rablás / Kioldózsinór (Ripcord)                             | Christopher Misiano    | Terri Treas, Michael Zand              | 1997. október 24. 2003. június 11. (RTL Klub)   | 11,71 millió | 303           |
| 38.  | 7.  | Orvlövész (Sniper)                                                   | Dennie Gordon          | Shawn Ryan                             | 1997. október 31. 2003. június 12. (RTL Klub)   | 12,09 millió | 304           |
| 39.  | 8.  | Az eltűnt fivér / Jelenések (Revelations)                            | Deran Sarafian         | Carlton Cuse, John Wirth               | 1997. november 7. 2003. június 13. (RTL Klub)   | 12,88 millió | 305           |
| 40.  | 9.  | Született gyilkos / Halva vagy halva (Most Wanted)                   | Perry Lang             | Jed Seidel                             | 1997. november 14. 2003. június 16. (RTL Klub)  | 11,96 millió | 306           |
| 41.  | 10. | Bomba üzlet / Bomba (Bombshell)                                      | Rick Wallace           | Andrew Dettmann, Daniel Truly          | 1997. november 21. 2003. június 17. (RTL Klub)  | 13,84 millió | 307           |
| 42.  | 11. | Talált pénz (Found Money)                                            | Julian Chojnacki       | Shawn Ryan                             | 1997. december 5. 2003. június 18. (RTL Klub)   | 11,89 millió | 308           |
| 43.  | 12. | Diplomáciai mentesség / Piszkos trükkök (Dirty Tricks)               | John T. Kretchmer      | Andrew Dettmann, Daniel Truly          | 1997. december 19. 2003. június 19. (RTL Klub)  | 11,33 millió | 310           |
| 44.  | 13. | Vérdíj / Kereszttűzben (Crossfire)                                   | Robert Mandel          | Ron Russell, Reed Steiner, Jed Seidel  | 1998. január 9. 2003. június 20. (RTL Klub)     | 13,26 millió | 311           |
| 45.  | 14. | Rumlis nap / Éles lövés (Live Shot)                                  | Julian Chojnacki       | Carlton Cuse, John Wirth               | 1998. január 16. 2003. június 23. (RTL Klub)    | 11,73 millió | 312           |
| 46.  | 15. | Kényszerszabadság / Leállás (Downtime)                               | Melanie Mayron         | Carlton Cuse, John Wirth               | 1998. január 30. 2003. június 24. (RTL Klub)    | 11,10 millió | 313           |
| 47.  | 16. | A megszállott / Felszín (Skin Deep)                                  | Jim Charleston         | Reed Steiner                           | 1998. február 27. 2003. június 25. (RTL Klub)   | 10,94 millió | 309           |
| 48.  | 17. | A merénylet / Hazafiak (Patriots)                                    | Deran Sarafian         | Shawn Ryan                             | 1998. március 6. 2003. június 26. (RTL Klub)    | 10,65 millió | 314           |
| 49.  | 18. | Fenegyerekek / Cuda Gráce (Cuda Grace)                               | Scott Brazil           | Reed Steiner, Jed Seidel               | 1998. április 3. 2003. június 27. (RTL Klub)    | 10,39 millió | 317           |
| 50.  | 19. | Megrendezett gyilkosság / Call girl (Lady Killer)                    | Jesús Salvador Treviño | Andrew Dettmann, Daniel Truly          | 1998. április 10. 2003. június 30. (RTL Klub)   | 11,30 millió | 315           |
| 51.  | 20. | Veszélyes övezet / Veszélyzóna (Danger Zone)                         | Julian Chojnacki       | Kim Costello, Carlton Cuse, John Wirth | 1998. április 17. 2003. július 1. (RTL Klub)    | 11,27 millió | 316           |
| 52.  | 21. | Különleges küldemény (Special Delivery)                              | Greg Beeman            | Andrew Dettmann, Daniel Truly          | 1998. május 1. 2003. július 2. (RTL Klub)       | 10,59 millió | 318           |
| 53.  | 22. | Beugratás / Touchdown (Touchdown)                                    | Jim Charleston         | Reed Steiner, Jed Seidel               | 1998. május 15. 2003. július 3. (RTL Klub)      | 9,02 millió  | 319           |
| 54.  | 23. | Későn jött dicsőség / Áldozatok (Sacraments)                         | Deran Sarafian         | Carlton Cuse, John Wirth               | 1998. május 15. 2003. július 4. (RTL Klub)      | 11,99 millió | 320           |

### 4. évad (1998-1999)
| Sor. | Év. | Cím                                     | Rendező          | Író                                          | Premier              | Nézettség    | Gyártási szám |
| ---- | --- | --------------------------------------- | ---------------- | -------------------------------------------- | -------------------- | ------------ | ------------- |
| 55.  | 1.  | Eltűnő dollárok (High Fall)             | Jim Charleston   | Carlton Cuse, John Wirth                     | 1998. szeptember 25. | 11,74 millió | 401           |
| 56.  | 2.  | Csalók (Imposters)                      | David Carson     | Reed Steiner, Jed Seidel                     | 1998. október 2.     | 13,03 millió | 402           |
| 57.  | 3.  | Hot Prowler (Hot Prowler)               | Julian Chojnacki | Reed Steiner, Jed Seidel                     | 1998. október 9.     | 12,04 millió | 403           |
| 58.  | 4.  | Versenyfutás az idővel (Overdrive)      | Jim Charleston   | Shawn Ryan                                   | 1998. október 16.    | 11,03 millió | 404           |
| 59.  | 5.  | Apokalipszis Nash (Apocalypse Nash)     | Greg Beeman      | Carlton Cuse, John Wirth                     | 1998. október 23.    | 12,09 millió | 405           |
| 60.  | 6.  | A turista (The Tourist)                 | Mikael Salomon   | Lynne E. Litt                                | 1998. október 30.    | 12,83 millió | 406           |
| 61.  | 7.  | Swingerek (Swingers)                    | Jim Charleston   | Reed Steiner, Jed Seidel                     | 1998. november 6.    | 12,48 millió | 407           |
| 62.  | 8.  | Háborús játék (Warplay)                 | David Jackson    | Glen Mazzara                                 | 1998. november 13.   | 12,01 millió | 408           |
| 63.  | 9.  | Tűzvihar (Firestorm)                    | Robert Mandel    | Shawn Ryan                                   | 1998. november 20.   | 13,18 millió | 409           |
| 64.  | 10. | Keménykedés (Hardball)                  | Jim Charleston   | Gary Perconte, John Wirth                    | 1998. december 4.    | 11,80 millió | 410           |
| 65.  | 11. | Rejtélyes tánc (Mystery Dance)          | Perry Lang       | Carlton Cuse, John Wirth                     | 1998. december 18.   | 12,78 millió | 411           |
| 66.  | 12. | Célozz a Holdra (Shoot the Moon)        | Robert Mandel    | Carlton Cuse, John Wirth                     | 1998. szeptember 25. | 11,74 millió | 412           |
| 67.  | 13. | Fogadj be (Gimme Shelter)               | Pat Duffy        | Shawn Ryan, Glen Mazzara                     | 1999. január 15.     | 14,14 millió | 413           |
| 68.  | 14. | Babona (Superstition)                   | Jim Charleston   | Reed Steiner, Jed Seidel                     | 1999. február 12.    | 12,24 millió | 414           |
| 69.  | 15. | Feltámadás (Resurrection)               | Jim Charleston   | Carlton Cuse, John Wirth                     | 1999. február 19.    | 11,29 millió | 415           |
| 70.  | 16. | Pumpáld fel (Pump Action)               | Jim Charleston   | Hunter S. Thompson, Reed Steiner, Jed Seidel | 1999. február 26.    | 11,74 millió | 416           |
| 71.  | 17. | Bújócska (Hide and Seek)                | Colin Bucksey    | Carlton Cuse, John Wirth                     | 1999. március 5.     | 12,51 millió | 417           |
| 72.  | 18. | Légiriadó (Boomtown)                    | Jim Charleston   | Glen Mazzara, Shawn Ryan                     | 1999. március 26.    | 12,23 millió | 418           |
| 73.  | 19. | Az irgalom angyala (Angel of Mercy)     | Jim Charleston   | John Wirth                                   | 1999. április 2.     | 11,50 millió | 419           |
| 74.  | 20. | Hatalmi játék (Power Play)              | Patrick Norris   | Carlton Cuse, Rob Kenneally                  | 1999. április 16.    | 13,00 millió | 420           |
| 75.  | 21. | Bosszú (Vendetta)                       | Jim Charleston   | Reed Steiner, Jed Seidel                     | 1999. április 23.    | 12,03 millió | 421           |
| 76.  | 22. | Zúzd szét, gyújtsd fel (Crash and Burn) | Jim Charleston   | Reed Steiner, Jed Seidel, Kimberlee Crawford | 1999. április 30.    | 11,37 millió | 422           |
| 77.  | 23. | San Francisco-i blues (Frisco Blues)    | Jim Charleston   | Reed Steiner, Jed Seidel                     | 1999. május 7.       | 13,42 millió | 423           |
| 78.  | 24. | Búcsúcsók (Goodbye Kiss)                | Paul Abascal     | Carlton Cuse, John Wirth                     | 1999. május 14.      | 12,45 millió | 424           |

### 5. évad (1999-2000)
| Sor. | Év. | Cím                                                   | Rendező          | Író                          | Premier              | Nézettség    | Gyártási szám |
| ---- | --- | ----------------------------------------------------- | ---------------- | ---------------------------- | -------------------- | ------------ | ------------- |
| 79.  | 1.  | Az igazság és következményei (Truth and Consequences) | Jim Charleston   | Carlton Cuse, John Wirth     | 1999. szeptember 24. | 12,56 millió | 501           |
| 80.  | 2.  | Kompromisszum (Trade Off)                             | Paul Abascal     | Reed Steiner, Jed Seidel     | 1999. október 1.     | 13,73 millió | 502           |
| 81.  | 3.  | Zúzd szét, nyúld le (Smash and Grab)                  | Robert Mandel    | Shawn Ryan, Glen Mazzara     | 1999. október 8.     | 13,77 millió | 503           |
| 82.  | 4.  | Csajos bajok (Girl Trouble)                           | Jim Charleston   | Carlton Cuse, John Wirth     | 1999. október 15.    | 12,60 millió | 504           |
| 83.  | 5.  | Felső tízezer (High Society)                          | Scott Brazil     | Reed Steiner, Jed Seidel     | 1999. október 22.    | 13,43 millió | 505           |
| 84.  | 6.  | Csavart labda (Curveball)                             | Paul Abascal     | Glen Mazzara, Shawn Ryan     | 1999. november 5.    | 11,84 millió | 506           |
| 85.  | 7.  | Eltérő vélemények (Split Decision)                    | Pat Duffy        | Reed Steine, Michael Norell  | 1999. november 12.   | 12,09 millió | 507           |
| 86.  | 8.  | Hozz banánt! (Get Bananas)                            | Scott Brazil     | Carlton Cuse, John Wirth     | 1999. november 19.   | 12,25 millió | 508           |
| 87.  | 9.  | Áthallás (Crosstalk)                                  | Steve De Jarnatt | Alan Ormsby                  | 1999. november 26.   | 12,22 millió | 509           |
| 88.  | 10. | Gyilkolni - gombnyomásra (Kill Switch)                | Lewis Teague     | Shawn Ryan                   | 1999. december 10.   | 10,99 millió | 510           |
| 89.  | 11. | Rossz üzlet (Rip Off)                                 | Jim Charleston   | Jed Seidel, Reed Steiner     | 1999. december 27.   | 11,86 millió | 511           |
| 90.  | 12. | Emberkereskedők (Skin Trade)                          | Greg Beeman      | Glen Mazzara                 | 2000. január 7.      | 11,57 millió | 512           |
| 91.  | 13. | Hazug póker (Liar's Poker)                            | Jim Charleston   | Reed Steiner, Michael Norell | 2000. január 28.     | 12,64 millió | 513           |
| 92.  | 14. | El Diablo (El Diablo)                                 | Lewis Teague     | Carlton Cuse, John Wirth     | 2000. február 11.    | 12,21 millió | 514           |
| 93.  | 15. | Cserbenhagyás (Hit and Run)                           | David Jackson    | Shawn Ryan                   | 2000. február 18.    | 10,88 millió | 515           |
| 94.  | 16. | Felelősség nélkül (Cop Out)                           | Jim Charleston   | John Wirth, Jed Seidel       | 2000. február 25.    | 11,22 millió | 516           |
| 95.  | 17. | A látható fény (Line of Sight)                        | Greg Yaitanes    | Alan Ormsby                  | 2000. március 10.    | 11,05 millió | 517           |
| 96.  | 18. | Rablás (Heist)                                        | Steve De Jarnatt | Jed Seidel, Reed Steiner     | 2000. március 31.    | 9,55 millió  | 518           |
| 97.  | 19. | Kemény cella (Hard Cell)                              | Jim Charleston   | Deborah Amelon               | 2000. április 7.     | 11,17 millió | 519           |
| 98.  | 20. | Hiányzó kapocs (Missing Key)                          | Robert Mandel    | Carlton Cuse, John Wirth     | 2000. április 28.    | 10,57 millió | 520           |
| 99.  | 21. | Főnyeremény - 1. rész (Jackpot: Part 1)               | Greg Yaitanes    | Jed Seidel, Reed Steiner     | 2000. május 5.       | 10,60 millió | 521           |
| 100. | 22. | Főnyeremény - 2. rész (Jackpot: Part 2)               | Jim Charleston   | Carlton Cuse, John Wirth     | 2000. május 19.      | 10,63 millió | 522           |

### 6. évad (2000-2001)
| Sor. | Év. | Cím                                    | Rendező              | Író                               | Premier            | Nézettség    | Gyártási szám |
| ---- | --- | -------------------------------------- | -------------------- | --------------------------------- | ------------------ | ------------ | ------------- |
| 101. | 1.  | Két tűz között (Rock and a Hard Place) | Jim Charleston       | Reed Steiner, Damon Lindelof      | 2000. október 6.   | 14,19 millió | 601           |
| 102. | 2.  | Bebikázva (Jump Start)                 | David Jackson        | Carlton Cuse, John Wirth          | 2000. október 13.  | 13,59 millió | 602           |
| 103. | 3.  | Lap Dance (Lap Dance)                  | Pat Duffy            | Thom Bray                         | 2000. október 20.  | 11,12 millió | 603           |
| 104. | 4.  | Földi kalózok (Land Pirates)           | Jim Charleston       | Carlton Cuse, John Wirth          | 2000. október 27.  | 11,84 millió | 604           |
| 105. | 5.  | Embervadászat (Manhunt)                | Don Kurt             | Larry Barber, Paul Barber         | 2000. november 3.  | 11,26 millió | 605           |
| 106. | 6.  | Kettős bajok (Double Trouble)          | Bradford May         | Reed Steiner, Kim Beyer-Johnson   | 2000. november 10. | 12,16 millió | 606           |
| 107. | 7.  | Végjáték (End Game)                    | Jim Charleston       | Reed Steiner, Damon Lindelof      | 2000. november 17. | 11,44 millió | 607           |
| 108. | 8.  | Defekt (blow out)                      | Scott Brazil         | Carlton Cuse, John Wirth          | 2000. november 24. | 12,18 millió | 608           |
| 109. | 9.  | A hírhozó (The Messenger)              | Ricardo Mendez Matta | Alan Ormsby                       | 2000. december 8.  | 12,37 millió | 609           |
| 110. | 10. | Sírrablók (Grave Robbers)              | Jim Charleston       | Thom Bray                         | 2000. december 15. | 10,71 millió | 610           |
| 111. | 11. | Medvecsapda (Bear Trap)                | Jan Eliasberg        | Kim Beyer-Johnson, Damon Lindelof | 2001. január 12.   | 12,05 millió | 611           |
| 112. | 12. | Ments meg (Recover Me)                 | Jim Charleston       | Reed Steiner, Carlton Cuse        | 2001. január 26.   | 10,08 millió | 612           |
| 113. | 13. | Valami kölcsön (Something Borrowed)    | Bradford May         | John Wirth, Michael Norell        | 2001. február 2.   | 11,16 millió | 613           |
| 114. | 14. | Távol Miami-tól (Out Of Miami)         | David Jackson        | Carlton Cuse, John Wirth          | 2001. február 9.   | 11,03 millió | 614           |
| 115. | 15. | Zsákolás (Slam Dunk)                   | Scott Brazil         | Kim Beyer-Johnson, Damon Lindelof | 2001. február 16.  | 10,66 millió | 615           |
| 116. | 16. | A társ (The Partner)                   | Jim Charleston       | Alan Ormsby                       | 2001. március 9.   | 8,76 millió  | 616           |
| 117. | 17. | Gyilkos robotok (Blood Bots)           | Greg Beeman          | Thom Bray                         | 2001. március 30.  | 9,27 millió  | 617           |
| 118. | 18. | Sarlatán (Quack Fever)                 | Scott Brazil         | Hunter S. Thompson, Reed Steiner  | 2001. április 6.   | 9,46 millió  | 618           |
| 119. | 19. | Ünneprontó (Kill Joy)                  | John Rubinstein      | Paul Jackson, Tony Blake          | 2001. áprislis 13. | 8,91 millió  | 619           |
| 120. | 20. | Gyorsítás (Change Up)                  | Jim Charleston       | John Wirth                        | 2001. április 20.  | 8,87 millió  | 620           |
| 121. | 21. | Macskaharc (Cat Fight)                 | Ricardo Mendez Matta | Reed Steiner, Damon Lindelof      | 2001. április 27.  | 9,61 millió  | 621           |
| 122. | 22. | Fair játék (Fair Game)                 | Jim Charleston       | Carlton Cuse, John Wirth          | 2001. május 4.     | 9,10 millió  | 622           |